# إقليم أروكانيا
إقليم أروكانيا  أو إقليم لا أروكانيا 
(بالأسبانية: IX Región de La Araucanía ) هو واحد من 15 إقليمًا في جمهوريّة تشيلي، حيث يُعتبر الإقليم التقسيم الإداري الأول في البلاد. يتكوّن هذا الإقليم من مقاطعتين؛ هي مايكو في الشمال، وكاتين في الجنوب. كما يشكّل الجزء الرئيسي مما كان يُعرف تاريخيًا بمنطقة أروكانيا التاريخيّة.
تُعتبر مدينة تيموكو عاصمة الإقليم، كما تُعتبر مُدُن أنخول، وويلاريكا من أهم المدن والبلديّات أيضًا.

## جغرافيا
يقع الإقليم في وسط تشيلي ، تبلغ مساحة الإقليم حوالي 31,842 كيلومتر مربع .

## التاريخ
لم تكن أروكانيا جزءًا من تشيلي حتى ثمانينات القرن التاسع عشر، حين احتلها التشيليون وضموها للبلاد، بعد أن أنهوا مقاومة سكانها الأصليين المابوتشي بالمعنيين العسكري والسياسي. ولقد فتح هذا للتشيليين والأوربيين المجال للهجرة والاستيطان في هذه المنطقة. ازدهر اقتصاد أروكانيا في الفترة الممتدة من 1900 إلى 1930، مما أدى إلى نمو سكانها إلى حد كبير، على الرغم من الركود الذي ضرب بقية مناطق تشيلي. يُشار إلى أن إقليم أروكانيا قد تأسس إداريًا في عام 1974، ضمن منطقة أروكانيا التاريخيّة.

## ديموغرافيا
يبلغ عدد سكان الإقليم  889,942 نسمة (في عام 2012 ) ثلثهم من إثنيّة المابوتشي،وهي النسبة الأعلى لهم من بين جميع الأقاليم التشيليّة.

## الاقتصاد
تُعتبر أروكانيا واحدة من المقاطعات الزراعيّة الرئيسيّة في البلاد، حيث لُقبت بـ "مخزن حبوب تشيلي"، إلا أن الإقليم يُعتبر المنطقة الأفقر في تشيلي بالنسبة للإنتاج المحلي الإجمالي الاسمي للفرد خلال القرن الواحد والعشرين.

## الصور

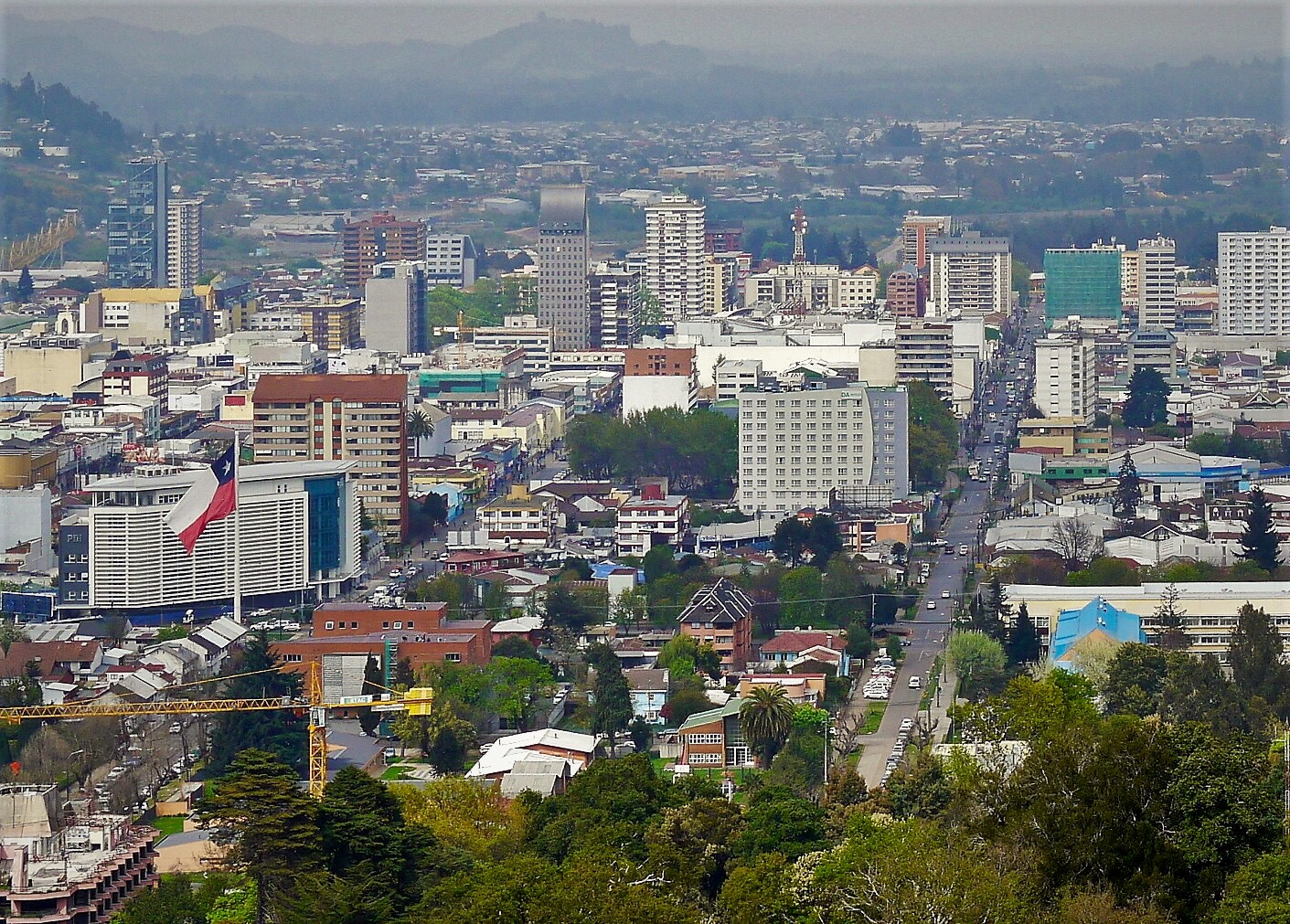
مدينة تيموكو، مركز الإقليم
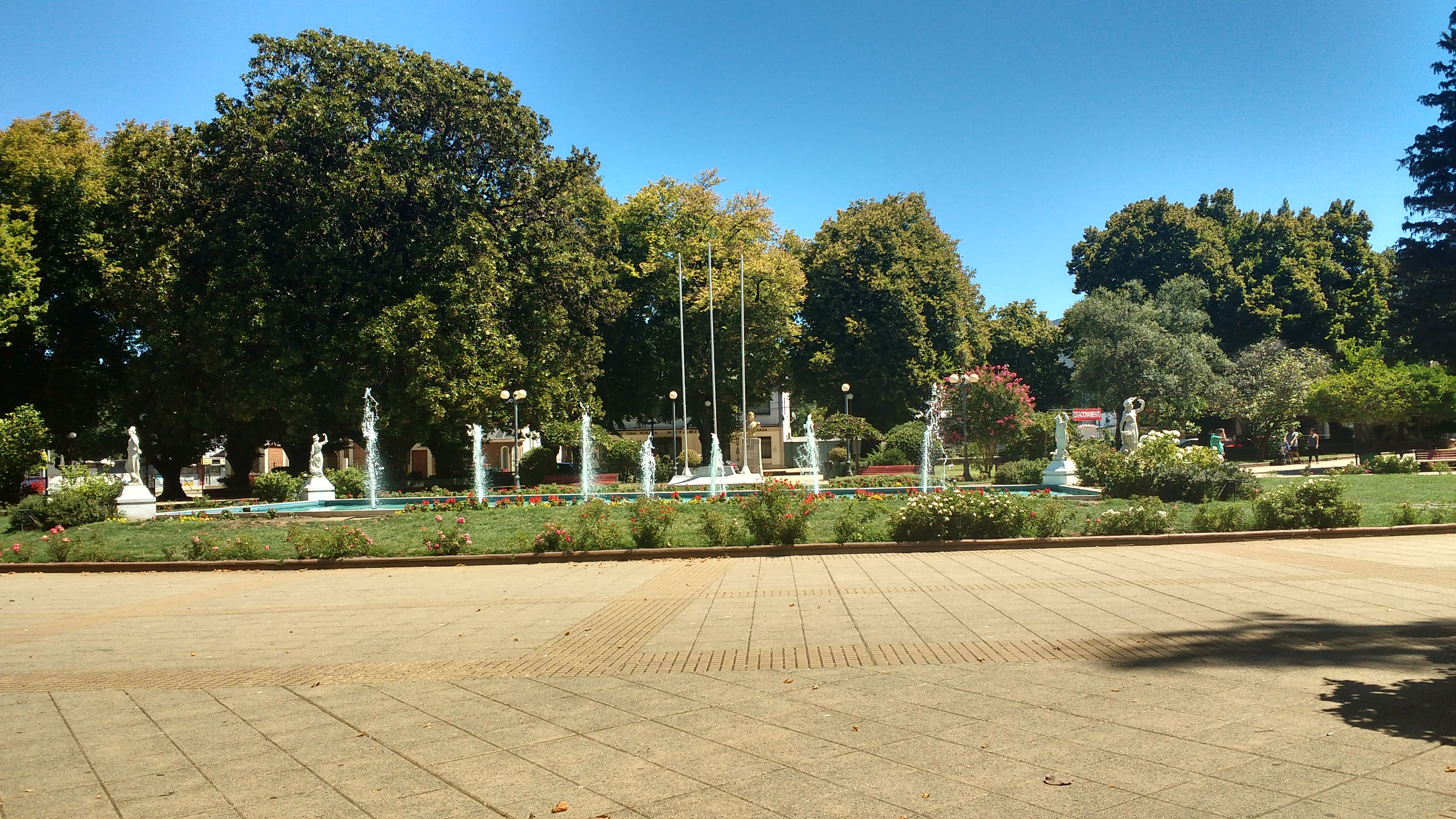
مدينة أنخول
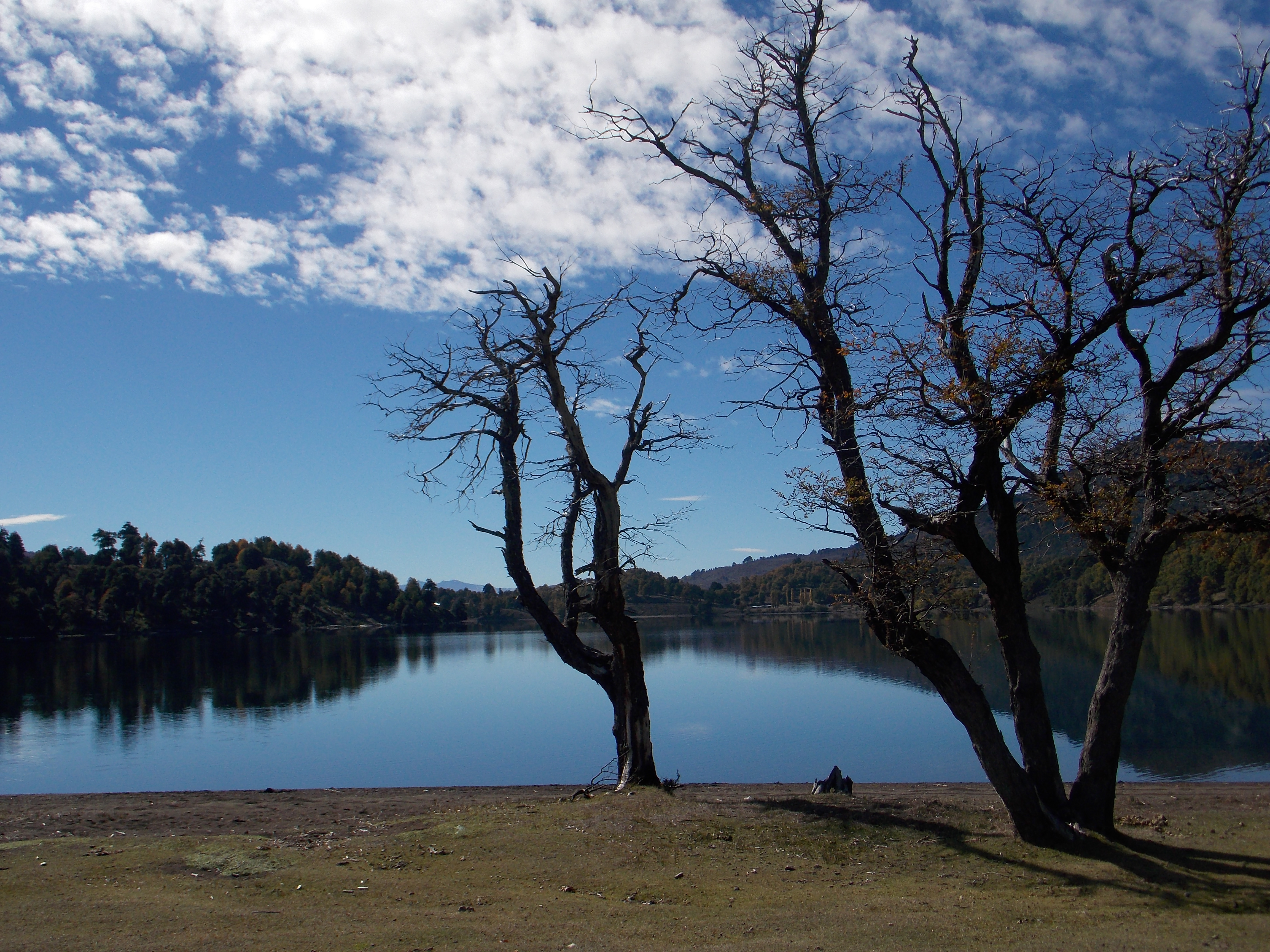
بحيرة لاكلاما في الإقليم

## التقسيم الإداري

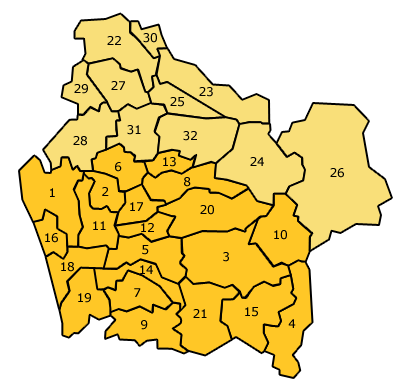
التقسيم الإداري لإقليم أروكانيا.

ينقسم إقليم أروكانيا إلى مقاطعتين (بالأسبانية: Provincia)؛ هي مايكو في الشمال (باللون الأصفر الفاتح)، وكاتين في الجنوب (باللون الأصفر الغامق). وتنقسم هاتان المقاطعتان بدورها إلى 32 بلديّة (بالأسبانية: Comuna).

## وصلات خارجية
- الحكومة الإقليمية في لا أروكينا - الموقع الرسمي (بالإسبانية)
- مملكة لا أروكينا وباتاغونيا